# 무림군
무림군 이선생(茂林君 李善生, 1419년 ~ 1475년 4월 3일(음력 2월 19일)은 조선의 왕자로, 조선 제2대 임금 정종의 15남이자 서15남이며 막내아들이다. 생모는 숙의 기씨이다. 시호는 소이(昭夷)이다.

## 생애
정종과 숙의 기씨(淑儀奇氏) 사이에서 태어났다. 자녀로는 정부인 홍씨가 낳은 장남 명천도정 장손(明川都正 長孫)과 차남 신평도정 종손(新平都正 終孫)와 장녀와 차녀, 3녀가 있다. 세조가 황해도와 평안도를 순행할 때 호종(扈從)하였으며 1466년(세조 12)에는 문폐사(問弊使)가 되어 지방의 실정과 폐단 등을 보고하기도 하였다.